# Bases de données sur le patrimoine culturel en Espagne

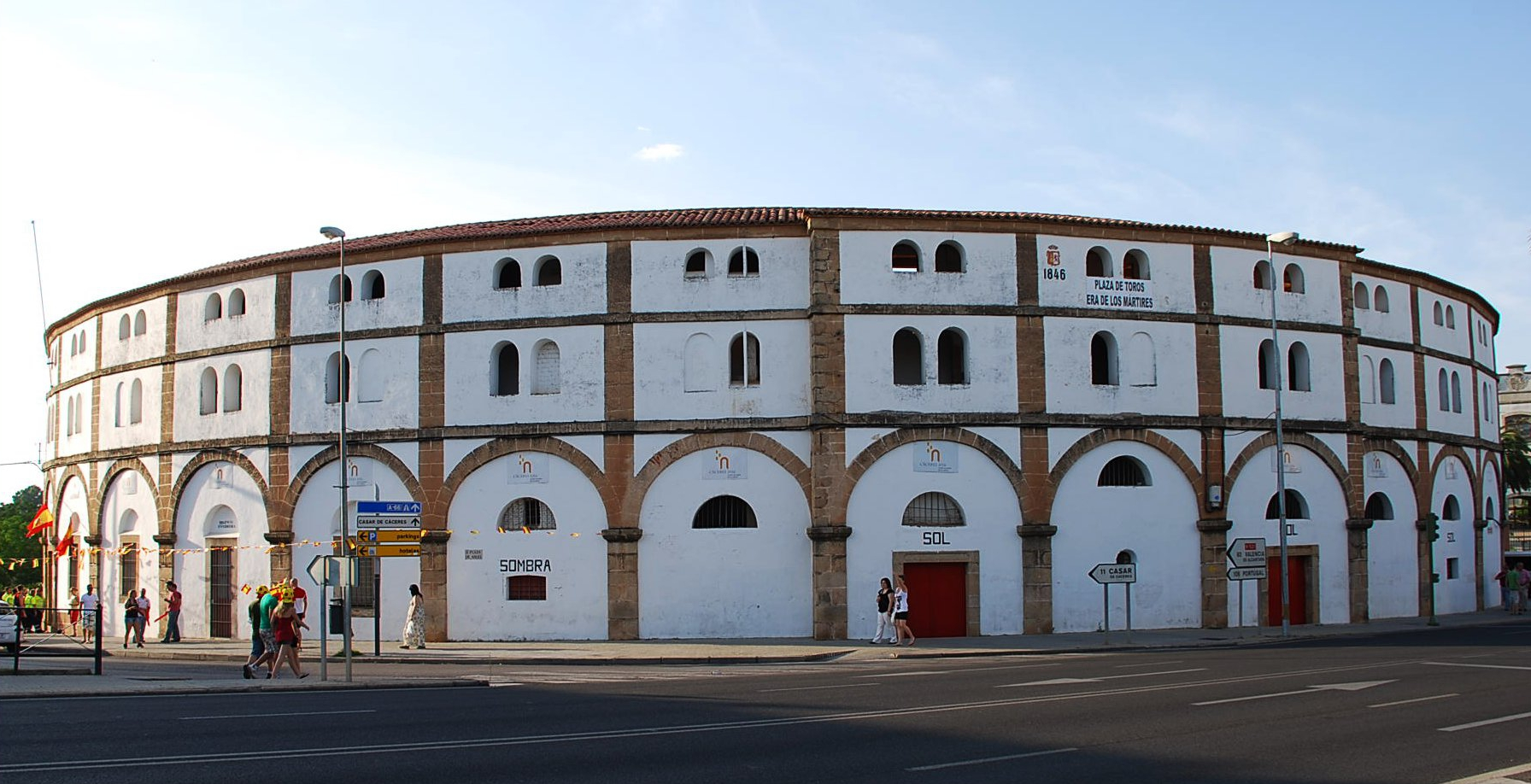
Les arènes de Cáceres (Estrémadure), Bien d'Intérêt Culturel.

Il existe plusieurs bases de données sur le patrimoine culturel de l'Espagne. Deux bases de données ou catalogues (en espagnol registro), l'une pour les biens immobiliers, l'autre pour les biens meubles sont gérées par le ministère espagnol de la Culture. Ces deux bases correspondent aux bases Mérimée et Palissy pour le patrimoine culturel français. D'autres catalogues, parfois plus détaillés, sont gérés directement par les communautés autonomes.

## Catalogues des biens d'intérêt culturel en Espagne

### Catalogue des biens immeubles
La base de données (Base de datos de bienes inmuebles del Patrimonio Cultural) comprend 6 paramètres de recherche :
| Paramètre           | Traduction            | Observations |
| ------------------- | --------------------- | --- |
| General             | Catégorie             | - Monumento - Conjunto Histórico - Jardín Histórico - Sitio Histórico - Zona Arqueológica |
| Bien                | Bien                  | |
| Entidad local menor | Entité locale mineure | Quartier ou village |
| Municipio           | Commune               | |
| Provincia           | Province              | pour les noms en espagnol voir provinces d'Espagne |
| Comunidad Autónoma  | Communauté autonome   | - Andalucía - Aragón - Asturias - Islas Baleares - Canarias - Cantabria - Castilla-La Mancha - Castilla y León - Cataluña - Extremadura - Galicia - La Rioja - Madrid - Murcia - Navarra - País Vasco - Valenciana |

Chaque fiche descriptive comprend les informations suivantes :
| Paramètre          | Traduction          | Paramètre                 | Traduction                                       |
| ------------------ | ------------------- | ------------------------- | ------------------------------------------------ |
| Bien               | Bien                | Fecha de Incoación        | Date de lancement de la procédure                |
| Comunidad Autónoma | Communauté autonome | Fecha de Declaración      | Date de déclaration                              |
| Provincia          | Province            | Fecha Boletín Incoación   | Date de publication du lancement de la procédure |
| Municipio          | Commune             | Fecha Boletín Declaración | Date de publication de déclaration               |
| Categoría          | Catégorie           | Disposición               | Disposition                                      |
| Código             | Code                | Matiz                     | Nuance                                           |
| Registro           | Catalogue           |                           |                                                  |

### Catalogue des biens meubles
La base de données (Base de datos de bienes muebles del Patrimonio Cultural) comprend 6 paramètres de recherche :
| Paramètre          | Traduction          | Observations |
| ------------------ | ------------------- | --- |
| Generales          | Catégories          | |
| Título             |                     | |
| Autor              | Auteur              | |
| Bien               | Bien                | Nom du bien |
| Comunidad Autónoma | Communauté autonome | - Andalucía - Aragón - Asturias - Islas Baleares - Canarias - Cantabria - Castilla-La Mancha - Castilla y León - Cataluña - Extremadura - Galicia - La Rioja - Madrid - Murcia - Navarra - País Vasco - Valenciana |

Chaque fiche descriptive comprend les informations suivantes :
| Paramètre       | Traduction | Paramètre               | Traduction                                       |
| --------------- | ---------- | ----------------------- | ------------------------------------------------ |
| Número de Obras |            | Código                  | Code                                             |
| Título          |            | Registro                | Catalogue                                        |
| Bien            | Bien       | Sección                 |                                                  |
| Autor           | Auteur     | Área                    |                                                  |
| Escuela         | École      | Comunidad Autónoma      | Disposition                                      |
| Medidas         | Mesures    | Fecha de Incoación      | Date de lancement de la procédure                |
| Técnica         | Technique  | Fecha de Declaración    | Date de déclaration                              |
| Época           | Époque     | Fecha Boletín Incoación | Date de publication du lancement de la procédure |
| Tipología       | Typologie  | Organismo responsable   | Organisme responsable                            |

## Catalogues des communautés autonomes
Des bases de données sur le patrimoine culturel ont été mises en place par certaines communautés autonomes qui complètent les bases de données mises en place par le ministère de la Culture espagnol. 
| Communauté             | Registre/Catalogue |
| ---------------------- | --- |
| Andalousie             | - Bases de données du patrimoine culturel - Patrimoine immeuble (BDI). Elle comprend 24 000 enregistrements. Mode recherche - Fermes, haciendas et caves d'Andalousie (CHL) - Patrimoine meuble - Paysages culturels - Bibliographie du patrimoine historique - Trésor du patrimoine historique andalou (TPHA) - Catalogue général du patrimoine historique andalou |
| Aragon                 | - Système d'information du patrimoine culturel aragonais (SIPCA) |
| Asturies               | - Patrimoine historique et culturel (inventaire et catalogue) - Liste des biens d'intérêt culturel |
| Îles Baléares          | - Rubrique Patrimoine du Conseil insulaire de Majorque - Carte de localisation des biens protégés de Majorque - Biens d'intérêt de Formentera |
| Îles Canaries          | - Site du projet CODEPA (Canaries, Cap Vert, Sénégal et Mauritanie) - Base de données BIC du projet CODEPA |
| Cantabrie              | - Registre des biens culturels |
| Castille-La Manche     | - Site sur le patrimoine historique |
| Castille-et-León       | - Site sur le patrimoine historique - Catalogue des biens d'intérêt culturel |
| Catalogne              | - (ca) « Direcció General del Patrimoni Cultural » [« Direction générale du patrimoine culturel »], sur cultura.gencat.cat, Généralité de Catalogne (consulté le 4 février 2018) - (ca) « Patrimoni arquitectónic : Cerca » [« Patrimoine architectural : Recherche »], Base de données Gaudí, sur invarquit.cultura.gencat.cat, Généralité de Catalogne (consulté le 4 février 2018) - (ca) « Cerca avançada » [« Recherche avancée »] (consulté le 4 février 2018) - (ca) « Patrimoni arqueològic : Cerca » [« Patrimoine archéologique : Recherche »], sur invarque.cultura.gencat.cat, Généralité de Catalogne (consulté le 4 février 2018) - (ca) « Cerca avançada » [« Recherche avancée »] (consulté le 4 février 2018) |
| Estrémadure            | - Rubrique sur le patrimoine culturel - Liste des BIC d'Estrémadure |
| Galice                 | - Liste des BIC de Galice |
| La Rioja               | |
| Communauté de Madrid   | - Biens du patrimoine historique |
| Région de Murcie       | - Portail du patrimoine culturel de la région de Murcie |
| Navarre                | |
| Pays basque            | - Registre des monuments, ensembles monumentaux et fouilles |
| Communauté valencienne | - Inventaire général du patrimoine culturel valencien |